# Forteca Samotności
Forteca Samotności (ang. Fortress of Solitude) – fikcyjna lokalizacja pojawiająca się w amerykańskich komiksach wydawanych przez DC Comics, zwykle związana z Supermanem. Forteca stanowi miejsce odosobnienia i okazjonalnie kwatery głównej Supermana, najczęściej jest przedstawiana jako lodowa tundra, położona z dala od cywilizacji. Jej poprzedniczka "Sekretna Cytadela" po raz pierwszy pojawiła się w Supermanie #17, gdzie było powiedziane, że wbudowano ją w górę na obrzeżach Metropolis. W wydaniu #58 (maj-czerwiec 1949 roku) jest nazywana Fortecą Samotności i na pierwszy rzut oka wydaje się być wolnostojącym zamkiem, znajdującym się na "polarnych pustkowiach". Kiedy Forteca pojawia się ponownie w 1958 roku i po raz pierwszy stanowi centrum historii ("The Super-Key to Fort Superman", Action Comics #241), ponownie jest przedstawiona w formie podziemnego kompleksu w górskim klifie.
Tradycyjnie Forteca Samotności znajduje się w Arktyce, chociaż w nowszych wersjach komiksów o Supermanie występuje również w innych lokalizacjach takich jak Antarktyda, Andy, amazoński las deszczowy. Opinia publiczna w świecie Supermana jest albo nieświadoma, albo w najlepszym wypadku posiada minimalną wiedzę na temat istnienia Fortecy, a jej lokalizacja jest trzymana w tajemnicy przed wszystkimi z wyjątkiem najbliższych przyjaciół i sojuszników Supermana (w tym Lois Lane i Batmana). Znakiem szczególnym Fortecy jest to, że zawiera ona posągi Jor-Ela i Lary, kryptońskich rodziców Supermana, trzymających ogromny glob Kryptonu. Mimo że w Fortecy mieszczą się kwatery mieszkalne, miejscem pobytu Supermana pozostaje jego mieszkanie w Metropolis. Koncept arktycznej Fortecy Samotności po raz pierwszy stworzono dla bohatera magazynów pulpowych Doc Savage w latach 30. ubiegłego wieku.

## Oryginalna wersja
Koncept i nazwa "Fortecy Samotności" po raz pierwszy pojawiły się w magazynach pulpowych Doc Savage w latach 30. i 40. XX wieku. Doc Savage zbudował swoją Fortecę Samotności w Arktyce i znalazł tam schronienie, by dokonać nowych przełomowych odkryć naukowych i medycznych, przechowywać niebezpieczne technologie i inne tajemnice. Superman ze złotej ery komiksu nie posiadał arktycznej fortecy, lecz "górskie sanktuarium" zlokalizowane w paśmie górskim na obrzeżach Metropolis. Tutaj Superman prowadził dziennik, trzymał ponadgabarytowe narzędzia do różnych projektów, a także inny sprzęt i trofea.
Forteca Supermana ze srebrnej ery komiksu, która zadebiutowała w 1958 roku także znajdowała się w Arktyce i służyła podobnym celom. Wbudowana była w stromy klif, a dostęp do niej był możliwy przez ogromne złote drzwi z olbrzymią dziurką od klucza, do otwarcia których potrzebny był gigantyczny klucz. Klucz w kształcie strzały był tak dużych rozmiarów, że tylko Superman (lub inni Kryptonianie, w tym Supergirl) był w stanie go unieść; kiedy go nie używano, klucz znajdował się na żerdzi na zewnątrz Fortecy, gdzie wydawał się być znacznikiem drogi dla samolotu. Tak było do czasu, gdy pilot śmigłowca podążył za strzałką prosto do wejścia do Fortecy, co zmusiło Supermana do opracowania zasłony w celu zamaskowania wejścia i klucza (który teraz wisi na wspornikach obok drzwi) oraz zachowania tajemnicy Fortecy.
W Fortecy mieściło się zoo dla kosmicznych stworzeń, gigantyczny stalowy dziennik, w którym Superman zapisywał swoje wspomnienia (używając swojego niezniszczalnego palca, podwójnych paneli dotykowych, które natychmiast rejestrują myśli lub też wizji cieplnej, by wyryć wpisy na jego stronach), robot grający w szachy, wyspecjalizowany sprzęt do ćwiczeń, laboratorium, w którym Superman pracował nad różnymi projektami takimi jak opracowanie obrony przed kryptonitem, komputer (wielkości pokoju), sprzęt do komunikacji, a także pomieszczenie przeznaczone dla wszystkich jego przyjaciół, w tym dla Clarka Kenta, by zmylić odwiedzających. Wraz z rozwojem historii ujawniono, że w Fortecy przechowywano duplikaty robotów Supermana. Znajdowały się tam również projektor Strefy Widmo, różne części kosmicznej technologii, które Superman nabył podczas wizyt w innych światach, i podobnie jak w Batjaskini, trofea z jego wcześniejszych przygód. Rzeczywiście, Batjaskinia i sam Batman pojawili się w pierwszej historii o Fortecy. Forteca stała się także siedzibą dla butelkowego miasta Kandor (dopóki nie zostało powiększone), a mieszkanie w Fortecy zostało zarezerwowane dla Supergirl.
Szczegółowy opis Fortecy i jej zawartość stanowi tło dla DC Special Series #26 (1981); "Superman i jego Niesamowita Forteca Samotności", w którym Superman dokładnie sprawdza Fortecę, podejrzewając, że wróg podłożył w niej bombę mającą zniszczyć Ziemię. Innym godnym uwagi pojawieniem się tej wersji Fortecy był Superman Annual #11 z 1985 roku, opowieść Alana Moore’a i Dave’a Gibbonsa zatytułowana "Dla człowieka, który ma wszystko", w której Forteca służyła jako pole bitwy dla Supermana, Batmana, Robina i Wonder Woman przeciwko kosmicznemu niedoszłemu władcy Mongulowi. Historię tę zaadaptowano w serialu animowanym Liga Sprawiedliwych bez granic z 2004 roku.
Oprócz Mongula do Fortecy włamali się także w różnych okresach inni złoczyńcy, w tym Lex Luthor i Brainiac (Action Comics #583 i Superman #423) oraz Atomic Skull (DC Comics Presents #35). Zgodnie z Action Comics #261 Superman najpierw założył tajne fortece w przestrzeni kosmicznej i w centrum Ziemi zanim utworzył siedzibę w Arktyce.
Dodatkowo we wrześniu 1958 roku Superman założył podmorską Fortecę Samotności – wydrążoną z boku podmorskiego klifu. Podmorska siedziba, która rzekomo znajduje się na dnie Morza Sargassowego na 28 stopniach szerokości geograficznej północnej i 50 stopniach długości geograficznej zachodniej, zawiera liczne egzotyczne relikty oceaniczne i jest wyposażona w zaawansowany sprzęt monitorujący umożliwiający Supermanowi śledzenie wydarzeń zachodzących na całym świecie. Superman później opuszcza podmorską Fortecę, która obecnie jest używana przez mieszkańców Atlantydy jako wystawa i turystyczna atrakcja.
Oryginalna wersja Fortecy Samotności po raz ostatni pojawiła się w niekanonicznej (bądź też "wyimaginowanej") historii "Whatever Happened to the Man of Tomorrow?" z 1986 roku. W tej historii, będąc nieustannie atakowanym przez powracających wrogów, Superman udaje się do podziemi Fortecy i zabiera ze sobą najbliższych przyjaciół dla ich bezpieczeństwa. Wkrótce potem złowieszczy android Brainiac i jego sojusznicy oblegają Fortecę, otaczając ją wraz z przyległymi terenami nieprzenikalnym polem siłowym, aby powstrzymać innych bohaterów przed udzieleniem pomocy Supermanowi. Superman ostatecznie pokonuje swojego prawdziwego przeciwnika, Mistera Mxyzptlka, lecz później zostaje zmuszony do zabicia go, po czym opuszcza Fortecę, by zamarznąć na śmierć w arktycznym mrozie po tym, jak rzekomo wystawił się na działanie złotego kryptonitu w celu pozbycia się swoich mocy.

## Wersje pokryzysowe
W miniserii autorstwa Johna Byrne’a z 1986 roku pod tytułem Man of Steel, w której ponownie napisano różne aspekty mitów o Supermanie, postać Clarka Kenta opisano jako "Forteca Samotności", ponieważ pozwalało mu to żyć jak zwykły człowiek, za jakiego się uważał i zostawić za sobą światowej sławy superbohatera. Koncepcja ta była często przywoływana w późniejszych opowiadaniach, w jednej z nich Superman ukrywał swoją sekretną tożsamość przed telepatą za drzwiami identycznymi, jak te w Fortecy sprzed kryzysu. Do tego czasu przywrócono jednak bardziej fizyczną formę Fortecy.
W numerze 2 serii Action Comics Annual z 1989 roku na samozwańczym wygnaniu w kosmos Superman otrzymał kryptoński artefakt zwany Eradicator, stworzony przez jego przodka Kem-Ela. Przeznaczone do ochrony Kryptonu urządzenie to zbudowało nową Fortecę na Antarktydzie jako prekursor odtworzenia Kryptonu na Ziemi. Superman przełamał kontrolę Eradicatora, lecz zachował twierdzę jako użyteczne miejsce w razie takiej potrzeby. Nowa pokryzysowa wersja Fortecy po raz pierwszy pojawiła się w Adventures of Superman #461 (grudzień, 1989 roku).
Zawierała wiele artefaktów z pokryzysowej wersji Kryptonu, w szczególności liczne służące roboty (w tym Kelex, który stał się zaufanym powiernikiem), a także kombinezon bojowy z Trzeciej Ery Kryptonu.
Forteca ta została zesłana do Strefy Widmo w wyniku walki pomiędzy Supermanem, Lexem Luthorem i Dominusem, złoczyńcą który igrał z umysłem Supermana i który również został uwięziony w Strefie Widmo. Służyła jednak jako szablon dla następnej Fortecy, zbudowanej przez Steela, która była międzywymiarową przestrzenią, do której można było dostać się za pomocą ogromnej układanki-globu. Obecna mobilna Forteca została przeniesiona gdzieś w Andy.
W serii DC One Million (1998) Forteca Samotności Supermana w 853 wieku znajduje się w tesserakcie zlokalizowanym w centrum ziemskiego słońca. Do tego czasu Superman od 15000 lat żył na samozwańczym wygnaniu w Fortecy.
W czasie akcji komiksów o Supermanie "For Tomorrow" z lat 2004-2005 Wonder Woman przedarła się do Fortecy usiłując stawić czoła Supermanowi, co spowodowało samozniszczenie twierdzy. Następnie Superman założył nową Fortecę w antycznej świątyni w odległej wiosce w górach Cordillera del Cóndor, na granicy Ekwadoru i Peru. Ta wersja Fortecy wizualnie przypomina "Sekretną Cytadelę" z Supermana #17.
Ostateczna wersja pokryzysowej Fortecy była domem dla Krypto i jego opiekuna Neda (ostatniego pozostałego robota Supermana) oraz zawierała wersję Kandor, portalu do Strefy Widmo, kryptońskie i inne kosmiczne artefakty, a także holograficzne wizerunki Jor-Ela i Lary. Dozorcą Fortecy był Kelex, kryptoński robot będący potomkiem Kelexa, który służył Jor-Elowi.

### Nieskończony Kryzys
W limitowanej serii Nieskończony Kryzys z 2006 roku kilkoro ocalałych z przedkryzysowego wieloświata – Superman z Ziemi 2, Lois Lane z Ziemi 2, Superboy z Ziemi Prime, Alexander Luthor, Jr. z Ziemi 3 – tworzą bazę w ruinach antarktycznej Fortecy po ich ucieczce z "rajskiego wymiaru", w którym byli uwięzieni od czasu zakończenia Kryzysu na Nieskończonych Ziemiach. Ze stłumionych wspomnień Power Girl z jej życia na Ziemi 2 okazało się, że jej kuzyn Kal-L miał swoją własną wersję Fortecy Samotności podobną do Fortecy jego odpowiednika z Ziemi 1.

### "Rok później"
W wątku fabularnym "Up, Up, and Away!" z 2006 roku Superman odzyskał część kryptońskiej skały słonecznej, za pomocą której Lex Luthor zbudził starożytny kryptoński statek wojenny. Superman dowiedział się, że skała ta została wysłana wraz z nim z Kryptonu i użył jej do skonstruowania nowej Fortecy w Arktyce, dokładnie w taki sam sposób, jak miało to miejsce w filmie Superman z 1978 roku. Jednak planuje on przywrócić peruwiańską Fortecę, mimo iż jest ona zdemaskowana, a także zamierza utworzyć kolejne Fortece na całym świecie. Ta wersja Fortecy fizycznie przypomina wersję filmową i telewizyjną, a Superman komunikuje się z Jor-Elem poprzez kryształowe konstrukcje tak jak w filmie Superman i serialu telewizyjnym Tajemnice Smallville.

### Nowe DC Comics
We wrześniu 2011 roku Nowe DC Comics zrestartowało kontinuum DC. W tej nowej linii czasowej Forteca Samotności po raz pierwszy ukazuje się dryfując w przestrzeni kosmicznej. Później okazuje się, że jest to orbitujący statek Brainiaca, który Superman przejął po fizycznym przeprogramowaniu Kolekcjonera Światów. Forteca ta została zniszczona w ciągu 5 lat pomiędzy bieżącą fabułą Action Comics, a Nowego DC Comics, z obecną fortecą po raz kolejny w Arktyce. W Nowym DC Comics Supergirl ponownie posiada własną fortecę, znaną jako Sanktuarium, która położona jest w głębinach oceanu. Forteca ta po raz pierwszy pojawia się w Supergirl #12, a jej cel wyjaśniono w Supergirl #13. W Action Comics #15 okazuje się, że Superman ma fortecę, którą określa jako "Baza jukatańska", co jest nawiązaniem do jego siedziby w amazońskim lasie deszczowym z poprzedniego kontinuum.
Po odkryciu "Super Flary" Supermana, Kal-El udaje się do Fortecy na ukradzionym motocyklu, ponieważ stracił swoje moce. Kiedy próbuje dostać się do Fortecy, sztuczna inteligencja nie jest w stanie go rozpoznać z powodu jego zmieniającego się DNA i siłą zdejmuje jego kryptońską zbroję. Kilka miesięcy później okazało się, że to Vandal Savage był odpowiedzialny za zmienienie DNA Supermana, by odciągnąć Kal-Ela od Fortecy. Następnie Savage skupił wszystkie swoje siły na Fortecy i przeniósł ją do Metropolis. Jednak Superman zdołał znaleźć tymczasowy "lek" na utratę mocy poprzez wystawienie się na działanie kryptonitu jako formę "chemioterapii". Kryptonit wypalał promieniowanie, które uniemożliwiało jego komórkom pochłanianie energii. Na skraju śmierci, usiłując powstrzymać Savage’a, Superman zostaje złapany za ramię i postrzelony w podbrzusze. Kiedy spadał z nieba przekonany o swojej rychłej śmierci, kryptonit skończył wypalać promieniowanie. Forteca przeskanowała Supermana, potwierdzając jego tożsamość jako Kal-El, aktywowała się i otworzyła, złapała Supermana, przywróciła w pełni jego moce i zwróciła mu kryptońską zbroję. Po pokonaniu Vandala Savage’a i jego dzieci, Superman przenosi Fortecę z powrotem na koło podbiegunowe.
Kilka dni po kryzysie Superman za pomocą sprzętu medycznego Fortecy oraz technologii sztucznej inteligencji przeprowadza na sobie pełne badanie i odkrywa, że w wyniku działań Vandala, używając kryptonitu, by wypalić swoje zainfekowane komórki, umiera i pozostało mu zaledwie kilka tygodni życia.
Po śmierci Supermana Superman sprzed Nowego DC Comics zdołał dostać się do Fortecy, jako że on i zmarły Superman mają takie samo DNA, mimo iż pochodzą z różnych osi czasu. Superman zabiera swojego zmarłego odpowiednika do Fortecy w nadziei, że Regenerująca Macierz przywróci go do życia, tak jak zrobił to Eradicator w jego linii czasu. Jednak w uniwersum Ziemi Prime Nowego DC Comics taka technologia nie istnieje. Po pochowaniu swojego odpowiednika w Smallville, Superman powraca do Fortecy i za pomocą swojej wizji cieplnej tworzy posąg Supermana Ziemi Prime ku czci swojego poległego towarzysza.
Eradicator sprzed Nowego DC Comcis ostatecznie przybywa na Ziemię Prime i zamieszkuje w Fortecy.

## Inne wersje

### All-Star Superman
W serii poza kontinuum All-Star Superman Forteca ponownie znajduje się w Arktyce. Superman zastąpił ogromny klucz kluczem normalnych rozmiarów wykonanym z bardzo gęstego materiału gwiazdy karłowatej i ważącym pół miliona ton, dzięki czemu mogą go używać tylko ci, którzy posiadają nadludzką siłę. Forteca posiada zespół robotów pracujących nad różnymi projektami. Sama Forteca mieści w sobie Titanic, wahadłowiec kosmiczny Columbia i mały Sun-Eater, a także pamiątki podobne do obiektów znajdujących się w Batjaskini. W Fortecy mieści się również różnorodne zaplecze naukowe, w tym teleskop czasowy, który może odbierać krótkie zakodowane wiadomości z przyszłości z ograniczoną jakością odbioru.

### Ziemia Jeden
W powieści graficznej Superman: Ziemia Jeden Forteca Samotności została zbudowana przez sztuczną inteligencję kryptońskiego statku Supermana wykorzystując system jaskiń Arktyki.

## Inne media

### Telewizja

#### Animacje

##### Super Friends
Forteca pojawia się kilkukrotnie w serialu animowanym zatytułowanym "Super Friends". Wersja Fortecy Samotności w tej produkcji jest położona w opuszczonym regionie lodowej Arktyki. W odcinku "Terror at 20,000 Fathoms" Superman oprowadza Aquamana, Wonder Twins oraz Gleeka po Fortecy, pokazując wiele obiektów takich jak Butelkowe Miasto Kandor. W odcinku z 1980 roku zatytułowanym "Journey into Blackness", w którym zostało powiedziane, że Forteca znajduje się "w zamarzniętym i opuszczonym obszarze Bieguna Północnego", poprzez teleskop w Fortecy Superman dostrzega czarną dziurę zmierzającą w kierunku Ziemi. W odcinku "Revenge of Bizarro" Superman udaje się do Fortecy Samotności w celu powstrzymania Bizarro i przywrócenia Bizarro Super Friends do normalności za pomocą promienia Anty-Bizarro. Forteca przedstawiona w odcinku z 1981 roku pod tytułem "Evil From Krypton" miała nieco krystaliczną powierzchnię oraz nie posiadała gigantycznego klucza, co przypominało jej filmowe wersje. W odcinku z 1986 roku zatytułowanym "The Death of Superman" Forteca bardziej przypomina wersję z komiksów sprzed Kryzysu, zawierającą olbrzymi żółty klucz, którego użycie wymagało połączenia sił Zielonej Latarni, Wonder Woman i Cyborga.

##### Animowane uniwersum DC
W serialach animowanych Superman: The Animated Series oraz Liga Sprawiedliwych bez granic Forteca jest przedstawiona w nieco zmienionej wersji, mieszcząc się na wodach oceanu pod arktyczną tundrą; dostęp do niej był możliwy poprzez zanurkowanie w arktycznych wodach i wynurzenie się wewnątrz Fortecy. Wersja ta zawierała zoo dla kosmicznych stworzeń ocalonych ze statku Kolekcjonera (ang. Preserver), a także sprzęt komputerowy wraz ze sferą informacyjną Brainiaca skradzioną z jego porwanego statku kosmicznego zaraz przed tym, jak został zniszczony. Superman używa jej do uzyskania informacji o Kryptonie. W fortecy znajdują się również masywne rzeźby przedstawiające biologicznych rodziców Supermana, Jor-Ela i Larę, pełniące funkcję pomników Kryptona.
W odcinku Ligi Sprawiedliwych bez granic zatytułowanym "Dla człowieka, który ma wszystko" Forteca Samotności stanowi główne miejsce akcji. Stoczyła się tam walka z Mongulem, po tym jak dostarczył on Supermanowi pasożyt powodujący hipnozę i został wykryty przez Batmana i Wonder Woman. W tej wersji to profesor Emil Hamilton nadał twierdzy nazwę "Forteca Samotności" w sarkastycznej uwadze, kiedy odwiedził Fortecę w jednym z odcinków.
W przyszłości w serialu animowanym Batman przyszłości, okazuje się, że Starro z intergalaktycznego zoo Fortecy przyczepił się do Supermana lata wcześniej i przez cały ten czas kontrolował jego działania, między innymi pozwalając całej populacji stworzeń rozmnażać się w jednej z komór wodnych. Liga Sprawiedliwych z przyszłości udaje się do Fortecy, gdzie sami zostają przejęci przez Starro i dopiero Batmanowi udaje się uwolnić Supermana i pozostałych członków Ligi spod kontroli stworzenia. Następnie Liga wysyła populację Starro przez bum-skok z powrotem do oryginalnego świata Starro.

##### Legion of Super Heroes
Forteca pojawia się również w serialu animowanym Legion of Super Heroes w odcinku zatytułowanym "Message in a Bottle". W tym odcinku Legion ściga Imperiex do Fortecy, gdzie ten kurczy się, aby wejść do Butelkowego Miasta Kandor i ukraść wysoce zaawansowaną starożytną kryptońską technologię wynalezioną przez Jor-Ela.

##### Liga Młodych
W odcinku Ligi Młodych zatytułowanym "Niebezpieczna gra", Forteca Samotności pojawia się na zdjęciach satelitarnych Robina jako miejsce, które zbadali najeźdźcy z kosmosu.

##### Justice League Action
W serialu animowanym Justice League Action w odcinku "Wycieczka terenowa" Superman oprowadza Błękitnego Skarabeusza (ang. Blue Beetle), Firestorma oraz Stargirl po Fortecy Samotności.

#### Seriale aktorskie

##### Nowe przygody Supermana
W serialu Nowe Przygody Supermana (ang. Lois & Clark: New Adventures of Superman) Forteca była wyraźnie nieobecna, prawdopodobnie dlatego, że celem serii było wyeksponowanie idei, że Clark Kent jest prawdziwą tożsamością bohatera, a Superman zaledwie przebraniem (z tego powodu postać nie miałaby pożytku z pozaziemskiej fortecy). We wcześniejszych wydaniach odświeżonej serii Superman autorstwa Johna Byrne'a Forteca również była nieobecna, więc serial najprawdopodobniej podążył za tym przykładem.
Forteca Samotności była nazwą domku na drzewie Clarka Kenta w odcinku pierwszego sezonu zatytułowanym "The Foundling".

##### Tajemnice Smallville
W serialu telewizyjnym Tajemnice Smalville (org. Smallville) Jonathan Kent określił poddasze w stodole na farmie Kentów jako "Fortecę Samotności", ponieważ było to miejsce, w którym nastoletni Clark Kent zwykle wolał być sam.
W finałowym odcinku czwartego sezonu zatytułowanym "Commencement" po tym, jak Clark połączył wszystkie Kamienie Mocy (Powietrza, Wody, Ognia), utworzyły one super kryształ zwany "Kryształem Wiedzy". Po chwyceniu go, kryształ przeniósł Clarka na koło podbiegunowe, gdzie bohater wrzucił go do śniegu, tworząc w ten sposób Fortecę Samotności.
Premierowy odcinek piątego sezonu pod tytułem "Arrival" w pełni przedstawia Fortecę Samotności, która jest niemal identyczna pod względem wyglądu jak i konstrukcji samo-replikujących się kryształów z wersją fortecy pojawiającą się w oryginalnych filmach Superman. W tym odcinku Clark przenosi ranną Chloe Sullivan z Fortecy do szpitala w Jukon, co wskazuje na to, że jest to najbliżej położone Fortecy zamieszkałe/sprawne medycznie miejsce.
Sztuczna inteligencja wbudowana w Fortecę przez biologicznego ojca Clarka, Jor-Ela, przez całą serię poddaje Clarka różnym "Próbom", aby pomóc mu skierować go ku jego przeznaczeniu jako symbol nadziei dla ludzkości. Sztuczna inteligencja Jor-Ela przez większość czasu była wszystkowiedząca, a także zdolna wysyłać postaci w czasie, otwierać portale do alternatywnych wymiarów, usuwać, przywracać, jak również przenosić moce Clarka do innych osób, z pozoru na zawołanie.
W późniejszych sezonach Forteca jest wystawiona na działanie innych kryptońskich technologii – mianowicie Brainiaca i Kuli Kandor. Lex Luthor użył później Kuli do przywrócenia Fortecy do jej oryginalnej, podręcznej kryształowej formy po tym, jak wpadł w obsesję kryptońskich teorii spiskowych i pomylił strukturę z bazą kosmicznych najeźdźców. Lex również wykorzystuje kulę do zlokalizowania fortecy. Kula lewituje i konstruuje trójwymiarową kulę ziemską oraz izoluje okrągły fragment Grenlandii.
Kiedy siostra Lexa, Tess Mercer, odzyskała kryształ podczas poszukiwań zmarłego Lexa w Północnej Grenlandii, Clark z powodzeniem odbudował Fortecę, by wznowić swój trening z Jor-Elem, jak i pozbyć się Brainiaca z Chloe Sullivan. Po wykonaniu tego Jor-El powiedział Kal-Elowi, że jest z niego dumny oraz że pomoże mu w walce z Doomsdayem. Kiedy Clark odchodzi, Brainiac, który ukrywał się w kryształowej konsoli w swojej płynnej postaci, przejmuje Fortecę i zmienia kolor całego budynku na czarny i tworzy symbol "Zagłada" (ang. Doom) na podłodze. Następnie Chloe zostaje przeniesiona z powrotem do Fortecy, po tym jak Doomsday zrujnował wesele jej i Jimmy’ego, gdzie Brainiac przesyła się do Chloe, opuszcza Fortecę i zaczyna fizycznie pobierać do siebie całą wiedzę poprzez Chloe. Następnie Brainiac umieszcza Davisa Blooma, ludzką formę Doomsdaya, w kryptońskiej komorze, gdzie spędzi dni, aby na stałe zmienić się w Doomsdaya. Po pokonaniu Brainiaca przez Clarka i zakończeniu połączenia Brainiaca Legionu Super Bohaterów z Fortecą i przywróceniu całej wiedzy, jaką ukradł, Forteca ponownie staje się biała. Kilka miesięcy po śmierci Jimmy’ego Clark zdołał naprawić Fortecę i swoje połączenie z Jor-Elem, by wznowić kryptoński trening. Pomimo pełnej naprawy pozostały liczne kryształowe filary, które nadal były czarne. Jednak okazało się, że Forteca sama się naprawia i do następnego roku, po tym, jak Clark pokonał Zoda, wszystkie czarne filary zostały zniszczone, a Forteca została w pełni naprawiona i oczyszczona z korupcji, gotowa służyć Clarkowi w jego dążeniu do zostania Supermanem. Podczas dziesiątego i zarazem ostatniego sezonu serialu Forteca stała się domem dla zrobionego ręcznie przez Marthę Kent, klasycznego kostiumu Supermana, który Clark założył w ostatnim odcinku. Kostium był pierwotnie zaprojektowany i wykonany dla Brandona Routh do filmu Superman: Powrót.
Forteca jest również nazywana" Fortecą Wiedzy" przez Raya – asystenta Jor-Ela.

##### Supergirl
Forteca pojawia się w serialu telewizyjnym Supergirl w odcinku zatytułowanym "Solitude". Tak jak w komiksach, otwiera się ją za pomocą olbrzymiego klucza z materii gwiazdy karłowatej (około 1m długości i 20cm grubości), który wydaje się być zbudowany z kryształu lub lodu. W Fortecy znajduje się statek kosmiczny Kal-Ela, posągi jego rodziców, Latający Pierścień Legionu i przynajmniej jeden służący robot Kelex. Superman wielokrotnie zapraszał Karę do Fortecy, ta jednak zawsze odmawiała, obawiając się, że ogarnie ją nostalgia. Siostra Kary, Alex Danvers, wsponiała też, że kuzyn Kary używa Fortecy jako bazy, gdzie może komunikować się ze swoimi kryptońskimi przodkami. Kara w końcu udaje się tam wraz z Jamesem Olsenem, aby zdobyć informacje na temat Indigo. W odcinku "Myriad" Kara odwiedza fortecę poszukując miejsca pobytu Kal-Ela oraz celu programu Myriad. Kiedy Kelex odmawia udzielenia jej informacji, forteca uruchamia hologram jej matki, który wyjaśnia jej program Myriad. W odcinku "The Last Children of Krypton" Superman wraz z J’onnem J’onzzem udaje się do fortecy, by zdobyć informacje o Metallo. W odcinku "The Darkest Place" Hank Henshaw/Cyborg Superman dostaje się do Fortecy i za pomocą krwi Kary, którą wyssał z niej Cadmus, uzyskuje dostęp do archiw Fortecy na temat Projektu Meduza. W odcinku "Meduza" Kara udaje się do Fortecy w celu pozyskania informacji o Projekcie Meduza, a hologram jej ojca mówi jej wszystko na temat projektu. W odcinku "Mr. & Mrs. Mxyzptlk" Kara zwabia Mxyzptlka do fortecy, aby go przechytrzyć za pomocą fałszywej sekwencji autodestrukcji i podstępem sprawia, że wpisuje on kod dezaktywujący, który tak naprawdę jest jego imieniem pisanym od tyłu, więc zostaje on wysłany z powrotem do swojego wymiaru. W odcinku "Distant Sun" Mon-El i Kara postanawiają porozmawiać w fortecy z jego matką Rheą o odwołaniu nagrody za głowę Supergirl. Rhea odmawia i atakuje Supergirl kryptonitowymi sztyletami, omal jej nie zabijając. Mon-El przeszkadza jej i postanawia udać się z matką, by uratować życie Kary. W odcinku "Resist" podczas inawzji Daxamitów na Ziemię, Cadmus i DEO zawierają sojusz, by powstrzymać najeźdźców i ocalić Lenę Luthor i Mon-Ela przed Rheą. Kara wraz z Lilian Luthor i Hankiem Henkshaw wkraczają do Fortecy, by aktywować projektor Strefy Widmo, aby wejść na pokład statku Daxamitów. Po akcji ratunkowej tylko Lena, jej matka i Hank powracają do Fortecy, gdzie Lilian zdradza Karę i Mon-Ela, by ich zostawić. Jednak Kara spodziewała się jej zdrady, a jej przyjaciel Winn Schott Jr. podłożył pluskwę Hankowi Henshaw jeszcze przed misją ratunkową jako zabezpieczenie. Kara uruchamia urządzenie, by zmusić go do ponownego aktywowania projektora w celu sprowadzenia Mon-Ela ze statku, a sama pozostała, by zmierzyć się z Rheą. W odcinku "Nevertheless, She Persisted" Alex zabiera Karę i Kal-Ela do Fortecy, by ich uleczyć po ich brutalnej walce, kiedy Superman został zatruty przez Rheę srebrnym kryptonitem, przez co miał halucynacje i myślał, że walczy z Generałem Zodem. Następnie Kal-El wchodzi do bazy danych, by znaleźć sposób na powstrzymanie wojny Daxamitów i znajduje go w postaci rytuału walki zwanego Dakkar-Ur.

##### Krypton
Forteca Samotności ma kluczowe znaczenie dla fabuły serialu telewizyjnego Krypton. Seg-El, dziadek Kal-Ela, odwiedza Fortecę ze swoją matką, Charys-El, by odnaleźć zaginione prace badawcze Val-Ela, dziadka Seg-Ela, po tym jak Adam Strange poprosił Seg-Ela o znalezienie Fortecy, by powstrzymać Brainiaca przed zniszczeniem Kryptonu i zmiany linii czasu, aby zapobiec narodzinom Kal-Ela 200 lat później. Tymczasem, Nyssa-Vex i Jayna-Zod próbują znaleźć Fortecę, by informacje o życiu na innych planetach nie zostały ujawnione.

### Film

#### Oryginalna seria filmów (1978–2006)
W filmie Superman i jego kolejnych częściach (z wyjątkiem Supermana III, w którym się nie pojawiła) Fortecę tworzy kryształ, który Jor-El załączył do statku kosmicznego Kal-Ela. Kryształ prowadzi nastoletniego Clarka Kenta na lodowe pole, gdzie Clark go "sadzi", po czym kryształ wtapia się w lód i zamienia się w ogromny krystaliczny budynek, przypominający krystaliczną budowlę przedstawioną na Kryptonie na początku filmu. Ta forteca była również używana do rozpoczęcia 12-letniego szkolenia Kal-Ela na Supermana. Zawiera liczne "kryształy pamięci", które można wykorzystać w celu uzyskania dostępu do sztucznej inteligencji Jor-Ela i hologramu, interaktywnych holograficznych nagrań Lary i innych Kryptonianów, a także komorę wykorzystującą promieniowanie czerwonego słońca, by pozbawić Kryptonianów ich super mocy.
W wersji Supermana II autorstwa Richarda Donnera Superman niszczy Fortecę, ponieważ jej istnienie zostało ujawnione Lexowi Luthorowi i jego pomocnicy Eve Teschmacher. Jednak później Superman cofa czas (podobnie jak w Supermanie z 1978 roku), więc w zasadzie Forteca jest zupełnie nieuszkodzona, podczas gdy Zod, Ursa i Non powracają do Strefy Widmo.
W filmie Superman: Powrót, Forteca trzyma się tego samego wzorca, co wcześniejsze filmy, ale bardziej szczegółowo opowiada o kryształowym pochodzeniu Fortecy i kryptońskiej architekturze. Lex Luthor próbuje użyć kryształów pamięci, które ukradł z Fortecy, by stworzyć nową masę lądową w miejsce Ameryki. Z obserwacji wynika (po Supermanie II), że zachowuje się tak, jakby już wcześniej tam był. Kryształy zasilające Fortecę zaginęły, kiedy asystentka Lexa Luthora wyrzuciła je z helikoptera do oceanu. Powiązana książka Superman Returns: The Visual Guide wymienia Fortecę jako położoną na "Równinie Abisalnej Fletchera".

#### Rozszerzone Uniwersum DC
Film Człowiek ze stali z 2013 roku przedstawia Fortecę Samotności jako kryptoński statek zwiadowczy, który rozbił się na Ziemi tysiące lat wcześniej (w komiksie Człowiek ze stali ujawniono, że nastąpiło to w wyniku walki pomiędzy Karą Zor-El a Dev-Em) z wysoce zaawansowaną kosmiczną technologią. Jedną z nich na pokładzie jest standardowa Komora Genesis, która może być użyta do ponownego zaludnienia kryptońskich posterunków i kilka mniejszych kryptońskich robotów, które prawie zabiły Lois Lane, jednak uratował ją Kal-El. Podczas pilotowania statku z dala od wojska stacjonującego na Wyspie Ellesmere'a, Kal-El uzyskuje dostęp do różnych hologramów w Fortecy, aby dowiedzieć się czegoś o swoim kryptońskim pochodzeniu. Po tym jak Zod i jego armia rozpoczynają atak na Ziemię, uzyskuje on dostęp do statku za pomocą swojego własnego klucza dowodzenia, a następnie używa go do wymazania sztucznej inteligencji Jor-Ela i wystrzeliwuje statek w kierunku Metropolis, by zaludnić terraformowaną Ziemię i odrodzony Krypton. Jednak Kal-El (teraz znany jako Superman) zniszczył panel kontrolny Statku Zwiadowczego i wysłał go do Metropolis, gdzie się rozbił, niszcząc przy tym Komorę Genesis.
W filmie Batman v Superman: Świt sprawiedliwości z 2016 roku 18 miesięcy po tym, co świat nazwał "Black Zero Event" rząd Stanów Zjednoczonych zbudował placówkę wokół wraku statku i usiłuje uzyskać dostęp do niego w celach badawczych. Po tym jak Lex Luthor przekonuje senatora Stanów Zjednoczonych, Fincha, że jest w stanie uzbroić kryptonit, by użyć go jako "odstraszacza" na Supermana, ten zapewnia mu dostęp do statku i do szczątków Generała Zoda do analizy. Jednak Lex za pomocą odłamka kryptonitu odcina odciski palców Zoda, a następnie umieszcza je na własnych dłoniach, by statek je przeskanował, co umożliwia mu uzyskanie pełnego dostępu do statku. Następnie sztuczna inteligencja statku informuje Lexa, że statek pracował tylko na 37% wydajności i mówi mu o kryptońskiej bazie danych. Kontrola Generała Zoda nad statkiem została ostatecznie zdominowana przez Lexa, który później zanurzył ciało Zoda w komorze porodowej wraz z kroplą własnej krwi w celu stworzenia monstrum Doomsday. Kiedy Supermanowi nie udaje się zabić Batmana, Lex wypuszcza Doomsdaya w obrębie statku, jednak potwór zostaje zatrzymany przez Supermana, który wyrzuca go ze statku, by kontynuować walkę. Następnie Lex zostaje aresztowany przez oddział S.W.A.T. Metropolis, który wkroczył na statek, po tym jak Batman się z nimi skontaktował, gdzie dostrzegają go rozmawiającego ze Steppenwolfem. Po śmierci Supermana statek nadal jest obecny przy jego pomniku. Nie wiadomo, czy rząd USA uzyskał dalszy dostęp do statku.
W filmie Liga Sprawiedliwości Statek Zwiadowczy wciąż odgrywa znaczącą rolę w rezurekcji Supermana, kiedy Silas Stone i S.T.A.R. Labs zostali sprowadzeni na statek, aby go zbadać. Po odkryciu, że trzeci i ostatni Mother Box jest przy Cyborgu, Bruce Wayne sugeruje, że zaawansowaną technologię obcych wewnątrz urządzenia można użyć do przywrócenia Supermana, jeśli moc ta zostanie przesłana przez ciało Supermana. Po początkowym proteście Diany (Wonder Woman) zespół postanawia kontynuować plan. Kiedy Cyborg i Flash wydobywają zwłoki Clarka i pomagają przenieść je do zabezpieczonej placówki, okazuje się, że podczas wydarzeń z filmu Batman v Superman: Świt sprawiedliwości Lex Luthor spalił wewnętrzne obwody statku, kiedy tworzył Doomsdaya, co skłania Flasha do dobrowolnego naładowania Mother Box za pomocą ładunków elektrostatycznych. Kiedy Aquaman zrzuca urządzenie na zwłoki zanurzone w roztworze elektrolitu statku, Flash elektryzuje Mother Box przez nabranie ładunku w biegu. Plan drużyny się powodzi, ponieważ pomaga to we wskrzeszeniu Supermana, jednak stracił on wspomnienia i szybko staje się wrogo nastawiony do grupy. Pozostawiony niestrzeżony Steppenwolf odzyskuje ostatni Mother Box leżący na zewnątrz obiektu przez przeniesienie się za pomocą Bum-skoku.

### Gry wideo
W grze wideo The Death and Return of Superman na konsole SNES Forteca Samotności jest widoczna w jednym z przerywników filmowych.
Forteca Samotności stanowi jedną z lokalizacji w grze Mortal Kombat vs. DC. Jej wygląd opiera się na filmach Donnera-Singera, jednak z dodatkowymi elementami wizualnymi takimi jak lodowe posągi Jor-Ela i Lary trzymających Krypton, a także wizerunek Jor-Ela za kryształem. Ten sam projekt fortecy przedstawiono w grze DC Universe Online MMORPG i jest ona wykorzystywana przez Batmana i Lexa Luthora jako ostatni bastion przeciwko siłom Brainiaca. Podobny projekt został zastosowany w grze Injustice: Gods Among Us.
Forteca Samotności pojawia się w grze Lego Batman 3: Poza Gotham.